# Marinus Damme
Marinus Hendricus Damme (Breda, 16 november 1876 - Wassenaar, 15 februari 1966), was een Nederlandse ingenieur, ambtenaar en liberaal politicus.
Damme bezocht de HBS in Arnhem. Na de middelbare school studeerde hij werktuigbouwkunde aan de Polytechnische school te Delft. Van 1898 tot 1925 werkte Damme in Nederlands Oost-Indië.
In 1925 keerde Damme terug naar Nederland. Binnen enkele maanden daarna werd hij, op voordracht van de minister van Waterstaat, G.J. van Swaaij, benoemd tot directeur generaal van de PTT. Damme was als directeur-generaal van de PTT min of meer een nationaal figuur. Hij werd in het kortstondige kabinet-Colijn V minister van Sociale Zaken, waarbij zijn post bij de PTT openbleef voor hem. Hij had een groot aantal functies in het Nederlandse bedrijfsleven, onder meer in de luchtvaart.
- Biografisch Portaal: 17052450
- International Standard Name Identifier: 0000 0003 9537 4541
- Nederlandse Thesaurus van Auteursnamen: 158962583
- Parlement.com: vg09llj55bt5
- Virtual International Authority File: 290122545
- WorldCat: E39PBJktmcw7jphvyVGFBBMwYP